# Dorf (China)
Das Dorf, genauer „Verwaltungsdorf“ (chinesisch 行政村, Pinyin xíngzhèngcūn) ist in den ländlichen Gebieten der Volksrepublik China die niedrigste administrative Einheit. In städtischen Gebieten entspricht ihr die Einwohnergemeinschaft, in den Weidegebieten der Inneren Mongolei  das Gaqaa. Über dem Dorf steht entweder die Gemeinde oder die Großgemeinde. Ein Verwaltungsdorf kann aus mehreren „natürlichen Dörfern“ (自然村,  zìráncūn) bestehen und entspricht dann der bayerischen Verwaltungsgemeinschaft.
Die politische Repräsentanz des Verwaltungsdorfs ist das Dorfkomitee (村民委員會 / 村民委员会), dem ein Dorfleiter (村主任) vorsteht, der umgangssprachlich meist „Dorfvorsteher“ bzw. „Dorfbürgermeister“ (村長 / 村长) genannt wird. Anders als bei den städtischen Einwohnergemeinschaften ist das Verwaltungsdorf weitgehend nach dem Prinzip der Kooperative organisiert, ähnlich den deutschen Maschinenringen. Wie auf allen Verwaltungsebenen der Volksrepublik China existiert auch beim Dorf eine Parallelstruktur der Kommunistischen Partei Chinas. Entsprechend dem Dorfkomitee gibt es ein Parteikomitee (中[國]共[產黨]委員會 / 中[国]共[产党]委员会), entsprechend dem Dorfvorsteher gibt es einen Parteisekretär (黨委[員會]書記 / 党委[员会]书记). Das Parteikomitee ist immer im selben Gebäude wie das Dorfkomitee untergebracht, gegebenenfalls zusammen mit weiteren Kommunalbehörden.
Hier zum Beispiel das Verwaltungszentrum des Dorfs Baiwan (白灣村 / 白湾村) in der Gemeinde Xiqiuwan des Kreises Badong im Südwesten der Provinz Hubei.
Ganz rechts und in roten Schriftzeichen das Schild des Komitees der Zelle Baiwan der Kommunistischen Partei Chinas (中共巴東縣溪丘灣鄉白灣村支部委員會 / 中共巴东县溪丘湾乡白湾村支部委员会),
links daneben das Dorfkomitee (白灣村村民委員會 / 白湾村村民委员会), dann der Stab der Milizkompanie des Dorfes (白灣村民兵連 / 白湾村民兵连),
dann das Komitee für öffentliche Sicherheit und Meinungsumfragen (白灣村治[安]保[衛]民[意]調[查]委員會 / 白湾村治[安]保[卫]民[意]调[查]委员会; entspricht etwa dem deutschen Ordnungsamt), dann das örtliche Büro des Biogasanlagen-Wartungs-Netzwerks (白灣村沼氣池後續服務網點 / 白湾村沼气池后续服务网点).
Oben auf der Fassade steht, wie bei allen Amtsgebäuden Chinas, „Im Dienste des Volkes“ (為人民服務 / 为人民服务,  wèi rénmín fúwù) in der Kalligrafie Mao Zedongs:
Während in China Anfang der 1990er Jahre noch rund 1 Million Verwaltungsdörfer existierten, fand ab etwa 2000 unter der Bezeichnung „Vereinigung der Verwaltungsdörfer“ (合併行政村 / 合并行政村) eine Gemeindereform statt, durch die bis 2004 deren Anzahl auf 625.147 reduziert wurde. Im Jahr 2021 waren es 490.058.
Vor der Gemeindereform lebten in Zentralchina sowie den Küstengebieten des Südostens etwa 1000 Menschen in einem Verwaltungsdorf, im dünner besiedelten Westen nur einige hundert. Heute leben in den Küstenregionen teils über 2000 Menschen in einem Verwaltungsdorf, das dann aus mehreren „natürlichen Dörfern“ besteht.
Als Relikt aus der Zeit der Volkskommunen (1957–1978) sind die Dörfer noch in sogenannte „Arbeitsgruppen“ (村民小組 / 村民小组) von etwa 50 Haushalten unterteilt.
Diese Feingliederung dient heute jedoch nur noch zur Präzisierung von Postanschriften und hat, obwohl es von der Arbeitsgruppe gewählte Gruppenleiter gibt, keine administrative Funktion mehr. In allen Fragen, die Investitionen in Gemeinschaftsprojekte, die Verwendung der Einkünfte aus besagten Projekten, die Aufwandsentschädigung für die (immer ehrenamtlichen) Mitglieder des Dorfkomitees etc. betreffen, entscheidet das Verwaltungsdorf als Ganzes, in einer Dorfversammlung, bei der alle Dorfbewohner ab 18 Jahren teilnahmeberechtigt sind.